# Корн, Элисон
Элисон Дженнифер Корн (англ. Alison Jennifer Korn; род. 22 ноября 1970, Оттава) — канадская гребчиха, выступавшая за сборную Канады по академической гребле во второй половине 1990-х годов. Серебряная и бронзовая призёрка летних Олимпийских игр, двукратная чемпионка мира, победительница и призёрка многих регат национального значения.

## Биография
Элисон Корн родилась 22 ноября 1970 года в городе Оттава, провинция Онтарио, Канада. Детство провела в пригороде Непин, училась в старшей школе в Белс-Корнерс.
Заниматься академической греблей начала в возрасте 21 года в Монреале во время учёбы в Университете Макгилла, где впоследствии получила степень по политологии.
Благодаря череде удачных выступлений удостоилась права защищать честь страны на летних Олимпийских играх 1996 года в Атланте. В составе экипажа, куда также вошли гребчихи Тоша Тсанг, Анна ван дер Камп, Джессика Монро, Хизер Макдермид, Мария Мондер, Тереза Люк, Эмма Робинсон и рулевая Лесли Томпсон, показала второй результат в восьмёрках, уступив более четырёх секунд команде из Румынии — тем самым завоевала серебряную олимпийскую медаль.
После атлантской Олимпиады Корн осталась в составе гребной команды Канады на ещё один олимпийский цикл и продолжила принимать участие в крупнейших международных регатах. Так, в 1997 году на мировом первенстве в Эгбелете она одержала победу в безрульных двойках и выиграла серебряную медаль в восьмёрках.
В 1998 году на чемпионате мира в Кёльне отметилась победой в безрульных двойках и стала бронзовой призёркой в восьмёрках.
На домашнем мировом первенстве в Сент-Катаринсе снова получила бронзу в восьмёрках.
Находясь в числе лидеров канадской национальной сборной, благополучно прошла отбор на Олимпийские игры 2000 года в Сиднее. Совместно с такими гребчихами как Баффи Александер, Хизер Дэвис, Эмма Робинсон, Тереза Люк, Хизер Макдермид, Ларисса Бизенталь, Дорота Урбаняк и Лесли Томпсон показала третий результат в восьмёрках, финишировав позади экипажей из Румынии и Нидерландов — таким образом добавила в послужной список бронзовую олимпийскую награду.
За выдающиеся спортивные достижения в 2002 году была введена в Зал славы спорта Оттавы.
Завершив спортивную карьеру, получила степень магистра в области журналистики в Карлтонском университете и в дальнейшем работала по специальности журналисткой.